# Xenotrachea nivescens
Xenotrachea nivescens är en fjärilsart som beskrevs av Butler 1889. Xenotrachea nivescens ingår i släktet Xenotrachea och familjen nattflyn. Inga underarter finns listade i Catalogue of Life.